# لورني بيتس
لورني بيتس هو ملحن كندي، ولد في 2 أغسطس 1918، وتوفي في 5 أغسطس 1985.